# دان كاربنتر
دان كاربنتر (بالإنجليزية: Dan Carpenter)‏ هو لاعب كرة قدم أمريكية أمريكي، ولد في 25 نوفمبر 1985 في أوماها في الولايات المتحدة.

## وصلات خارجية
- دان كاربنتر على موقع مرجع كرة القدم المحترفة.كوم (الإنجليزية)